# Plouvara
Plouvara (tiếng Breton: Plouvara) là một xã của tỉnh Côtes-d’Armor, thuộc vùng Bretagne, tây bắc Pháp.

## Dân số
Người dân ở Plouvara được gọi là Plouvaratins.